# 普尔德勒济克
普尔德勒济克（法語：Pouldreuzic，法語發音：[puldʁøzik]）是法国菲尼斯泰尔省的一个市镇，位于该省西南部，属于坎佩尔区。

## 地理
普尔德勒济克（47°57'18"N, 4°21'38"W）面积16.75 平方千米，位于法国布列塔尼大區菲尼斯泰尔省，该省份为法国最西部的省份，位于布列塔尼半岛西部，北西南三面环大西洋，东临阿摩尔滨海省和莫尔比昂省。
与普尔德勒济克接壤的市镇（或旧市镇、城区）包括：朗迪代克、普洛加斯泰勒-圣日耳曼、普洛旺、普洛泽韦。

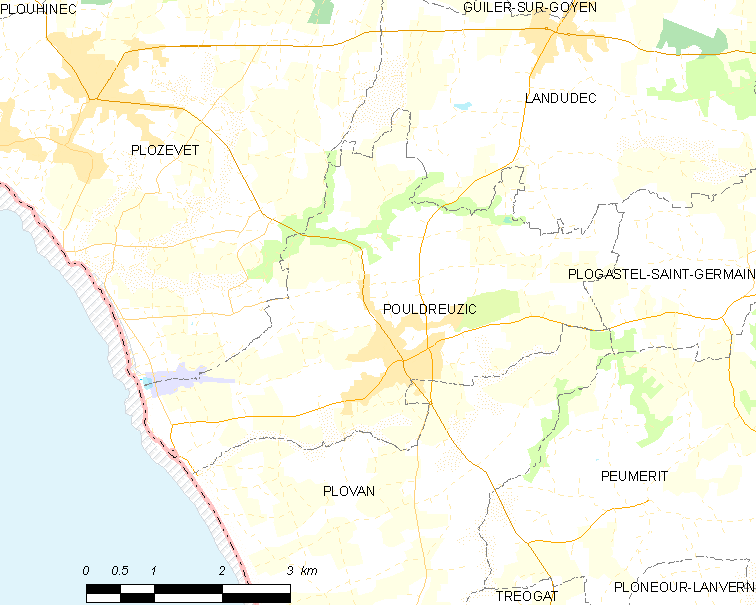
普尔德勒济克的OSM定位图

普尔德勒济克的时区为UTC+01:00、UTC+02:00（夏令时）。

## 行政
普尔德勒济克的邮政编码为29710，INSEE市镇编码为29225。

## 政治
普尔德勒济克所属的省级选区为普洛内乌尔-朗韦恩县。

## 人口

1962-2008年间普尔德勒济克人口变化图示

普尔德勒济克于2022年1月1日时的人口数量为2128人。